# 板倉可奈
板倉 可奈（いたくら かな、2001年〈平成13年〉11月11日 - ）は、日本のアイドル、ファッションモデル、YouTuber。女性アイドルグループであるCUTIE STREET、YouTuberグループであるkana_noa（現在休止中）のメンバー。ハイスクール研究室、TEENAGERSの元メンバー。千葉県出身。GROVE所属。

## 略歴
2016年7月13日、TEENAGERSに加入。
2018年2月18日、「ハイスクール研究室」に初期メンバーとして加入。
2018年8月12日、TEENAGERSが解散され、卒業となる。
2018年10月5日、自身のYouTubeチャンネル「kana_noa」が始動。
2021年7月27日、所属事務所のGROVEより活動名を「KANA」から「板倉可奈」に変更したことを公表。
2021年3月31日、YouTubeにて「ハイスクール研究室」の最終回が投稿され、これにて卒業となった。
2021年5月30日、自身のYouTubeチャンネル「kana_noa」を一時休止。
2024年7月30日、アソビシステムのアイドルプロジェクト『KAWAII LAB.』のアイドルグループCUTIE STREETのメンバーとなる。

## 人物
特技はダンス。YouTube、アニメ鑑賞。
CUTIE STREETでのメンバーカラーはミントグリーン。血液型はB型。